# Karnut
Karnut – wieś w Armenii, w prowincji Szirak. W 2011 roku liczyła 851 mieszkańców.